# Nguyễn Trọng Quản
Nguyễn Trọng Quản (1865–1911) là một nhà giáo, nhà văn, và là tác giả cuốn tiểu thuyết đầu tiên của Việt Nam.
Ông theo đạo Công giáo, có tên thánh rửa tội là Jean-Baptiste, tên thánh thêm sức là Pétrus, nên thường ghi tên là P.J.B. Nguyễn Trọng Quản.
Ông sinh tại Bà Rịa (nay thuộc Bà Rịa – Vũng Tàu), là học trò và là con rể của Trương Vĩnh Ký. Thời trung học, ông du học tại Lycée d'Alger (Bắc Phi – thuộc địa của Pháp), cùng khóa với Diệp Văn Cương, Trương Minh Ký. Sau khi tốt nghiệp, về nước ông dạy học, rồi làm Giám đốc trường Sơ học Nam kỳ (tại Sài Gòn) vào những năm 1890–1902.
Ông sáng tác cuốn "Truyện thầy Lazaro Phiền", cuốn tiểu thuyết đầu tiên của Việt Nam . Do chính mình là người Công giáo trong một cộng đồng Công giáo còn rất ít người, ông cho tất cả các nhân vật trong truyện cũng đều là người Công giáo. Sách do nhà J. Linage, đường Catinat (nay là Đồng Khởi) Sài Gòn xuất bản năm 1887.
Ngoài sáng tác của mình, ông còn là họa sĩ vẽ hình minh họa cho tiểu thuyết "Phan Yên ngoại sử" của Trương Duy Toản.